# Pristimantis gentryi
Pristimantis gentryi es una especie de anfibio anuro de la familia Craugastoridae.

## Distribución
Esta especie es endémica de la provincia de Cotopaxi en Ecuador. Habita entre los 2850 y 3380 metros sobre el nivel del mar en la Cordillera Occidental.

## Descripción
Los machos miden de 23.0 a 28.5 mm y las hembras de 29.6 a 35.5 mm.

## Etimología
Esta especie lleva el nombre en honor al botánico Alwyn Howard Gentry.

## Publicación original
- Lynch & Duellman, 1997 : Frogs of the genus Eleutherodactylus (Leptodactylidae) in western Ecuador: systematics, ecology, and biogeography. Special Publication, Natural History Museum, University of Kansas, n.º 23, p. 1-236[5]